# Zespół skroniowy
Zespół skroniowy (zespół płata skroniowego; łac. syndroma temporale) – zespół objawów psychoorganicznych, opisanych przez Landolta, związanych z uszkodzeniem okolicy skroniowej mózgu, najczęściej przez guz. Objawy charakteropatyczne zespołu wynikają głównie z uszkodzenia układu skroniowo-limbicznego.
Na obraz zespołu składają się:
- ogniskowe zaburzenia mowy (afazja)
- zaburzenia czytania (aleksja)
- zaburzenia liczenia (akalkulia)
- napady padaczkowe proste i złożone
- zaburzenia emocjonalne, lepkość intelektualna (mental adhesiveness)
- obustronne uszkodzenie daje zespół Klüvera-Bucy’ego[2]